# Furto de patrimônio histórico no Brasil

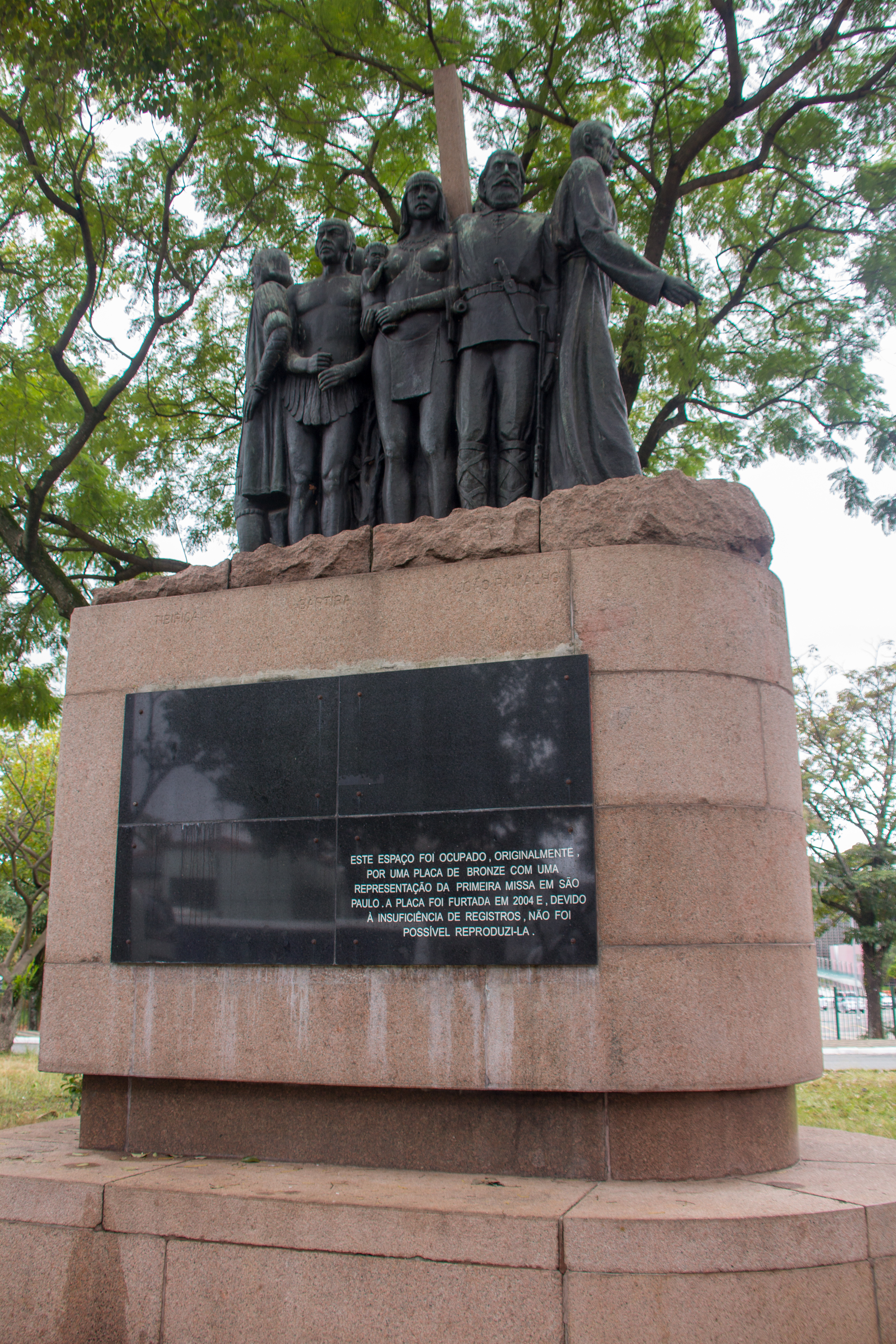
Na cidade de São Paulo, o Monumento aos Fundadores de São Paulo exibe uma mensagem dizendo que devido ao furto da placa de bronze em 2004 e à ausência de registros, não foi possível restaurar a obra por completo.

O furto de patrimônio histórico no Brasil é um problema que afeta o patrimônio histórico do país. Em todo o Brasil igrejas, museus e coleções particulares são alvos de criminosos. A fim de preservar o patrimônio e auxiliar tanto na recuperação das peças vandalizadas quanto na identificação daquelas que foram roubadas, existe no nível federal o Instituto do Patrimônio Histórico e Artístico Nacional. Nos casos dos estados e municípios, existem órgãos análogos, como o CONDEPHAAT e o CONPRESP, que atuam respectivamente no estado e no município de São Paulo, por exemplo. 

## Furto de arte sacra
Barroco mineiro é grande vítima (...) Desde o século XIX desapareceram muitos exemplares hoje considerados de grande importância, como as igrejas de São Joaquim e São Pedro dos Clérigos no Rio; a antiga Sé, a igreja do Carmo, a de Nossa Senhora dos Remédios, a de São Pedro dos Clérigos e a igreja e mosteiro de São Bento em São Paulo, a igreja de Nossa Senhora da Barroquinha, em Salvador a antiga Catedral de Cuiabá, a igreja do Corpo Santo, no Recife, e a antiga Matriz e a igreja do Rosário em Porto Alegre. A imprensa noticia ainda nos dias de hoje casos de destruição provocada ou degradação passiva de exemplares de arquitetura, estatuária, pintura ou talha.
No Brasil, o IPHAN mantém o Banco de Dados de Bens Culturais Procurados, uma lista com cerca de 900 itens, onde é possível buscar por Nome do objeto, Título da obra, Autoria, Época/Período, Unidade Federativa, Município e Ano do Desaparecimento. Além disso, em 2007, foi criado o Cadastro de Negociantes de Obras de Arte e Antiguidades (CNART) para prevenir lavagem de dinheiro via compra e venda de obras de arte e realizar um levantamento dos objetos de valor histórico e artístico comercializados no país para identificar aqueles que podem ser reconhecidos como patrimônio nacional. O CNART reúne informação sobre obras de artes plásticas e visuais, documentos iconográficos e objetos antigos, objetos etnográficos, documentos arquivísticos manuscritos, impressos e mistos, livros antigos ou raros, exemplares de fascículos de periódicos, filmes, registros de músicas, discursos, propagandas e programas de rádio, e registros sonoros de pesquisas científicas.
As penalidades para o furto de arte no Brasil são previstas no Código Penal (art. 155), no Decreto-Lei Nº 2.848/1940 (art. 180) e na Lei Nº 9.605/1998 (art. 62). 

## Furto de pinturas
Em 1991, em Londres, um pedido da Sotheby's deu origem ao Art Loss Register, uma lista de obras de arte roubadas e desaparecidas em nível global. Em 2010, quando o Instituto Brasileiro de Museus (IBRAM) concluiu a primeira lista com 100 obras desaparecidas e roubadas de museus brasileiros, a lista londrina já contava com quase 300 mil obras. A lista do IBRAM foi compartilhada com a Interpol e passou a compor uma lista internacional mais atualizada.
Em 2021, a própria Interpol lançou um aplicativo para auxiliar na busca das relíquias artísticas perdidas. O ID-Art vem ao encontro da premissa de que o acesso público ao acervo das instituições leva o público a saber da existência e da propriedade dos mesmos e, com isso, reduz o roubo. Além disso, a publicização evita que obras falsas ou roubadas entrem em leilões de arte. 
Dentre as inúmeras obras furtadas em nível mundial, uma notícia de 2010 afirmava que: "Pablo Picasso está no topo da lista de artistas mais roubados do mundo. Das 693 obras roubadas do pintor espanhol, 572 continuam com paradeiro desconhecido".

## Furto de peças arqueológicas

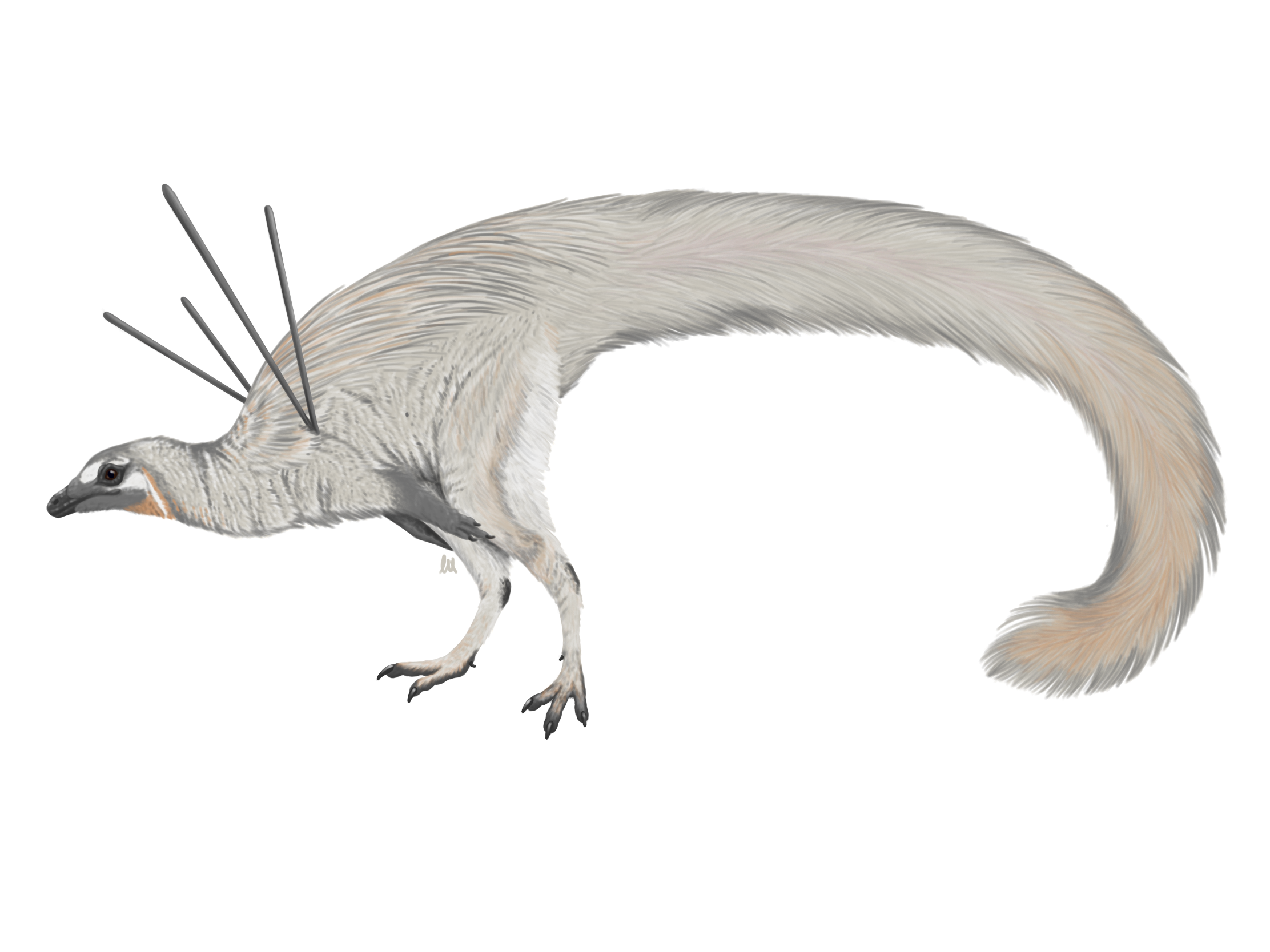
Reconstituição do Ubirajara jubatus, cujo fóssil foi roubado do Brasil.

No nordeste do Brasil, existe uma região que se estende por Pernambuco, Piauí e boa parte do Ceará e é chamada Bacia do Araripe. Composta por áreas de bosque, cerrado e catinga, a área é famosa internacionalmente entre os paleontólogos e inclusive reconhecida pela UNESCO pelo Parque Geológico do Araripe, que é uma Lagerstätten, termo alemão que designa depósitos de fósseis de grande excepcionalidade: possuem uma diversidade enorme de fósseis e que estão em condições maravilhosas de conservação. São fósseis de fauna e flora (animais e vegetais) muito bem conservados que são explorados economicamente. Essa região é economicamente pobre e financeiramente dependente do geoparque: o comércio de fósseis ocorre na região por meio das minas de rochas ornamentais que destróem o patrimônio  arqueológico e degradam a paisagem. 
Neste cenário, foi encontrado um fóssil que ampliou a discussão para o furto de peças arqueológicas no Brasil e no mundo: o Ubirajara jubatus. O espécime foi enviado irregularmente para a Alemanha em 1995 e soube-se da história em 2020, quando os pesquisadores publicaram um estudo em revista científica anunciando a descoberta de uma espécie animal extinta até então não descrita. A comunidade brasileira de paleontólogos iniciou então uma ampla campanha para repatriação do fóssil. O caso foi tão importante que "mudou a postura de instituições estrangeiras em relação a objetos paleontológicos obtidos de forma duvidosa", já que a Ministra da Ciência, Pesquisa e das Artes do estado alemão onde se encontrava o fóssil anunciou em 19 de julho de 2022 que ele será devolvido ao Brasil. 
Depois de quase 30 anos, Ubihajara retornou ao Brasil na noite do dia 04 de junho de 2023, um domingo, e foi confirmado que ficará sob guarda do Museu de Paleontologia Plácido Cidade Nuvens, da Universidade Regional do Cariri (Urca), em Santana do Cariri, no Ceará.
Em 1942, Getúlio Vargas assinou o Decreto-Lei nº 4.146, que indica que "Os depósitos fossilíferos são propriedade da Nação, e, como tais, a extração de espécimes fosseis depende de autorização prévia e fiscalização". E, em 1990, o Decreto n° 98.830 determinou o então Ministério da Ciência e Tecnologia como responsável pelo assunto e que a retirada de fósseis do território nacional só poderia ser realizada em casos de pesquisa e com autorização expressa assinada por representante do referido Ministério. No caso do Ubirajara jubatus, a autorização apresentada pelos pesquisadores havia sido assinada por um servidor público já condenado por laudos fraudulentos que permitiram a exportação de pedras preciosas. 

## Furto de arte tumular
Os roubos em cemitérios são comuns (...), muitos deles possuem vasto acervo tombado e, portanto, configuram patrimônio histórico. É o caso dos Cemitérios da Consolação, dos Protestantes e do Carmo que tiveram parte de seus túmulos tombados pela Resolução n° 28, de 28/06/2005, do Conselho de Defesa do Patrimônio Histórico, Arqueológico, Artístico e Turístico, órgão do Estado de São Paulo. A lista publicada no Diário Oficial, Poder Executivo, Seção I, 04/10/2007, p. 32, é acompanhada de uma lista de 209 bens tombados no Cemitério da Consolação e de um mapa com sua localização dentro do cemitério.
Os cemitérios geralmente abrigam um grande número sepulturas com ornamentos em metal e esculturas de cunho religioso, por várias vezes de autoria de escultores famosos. Por exemplo, no Cemitério da Consolação existem obras escultóricas de Nicolina Vaz de Assis, Amadeu Zani, Armando Zago, Galileu Emendabili, Laurindo Galante e Victor Brecheret. Dentre os alvos dos furtos estão portinholas, ornamentos em relevo e esculturas de diversos tamanhos e dentre os túmulos depredados estão o do santo popular Antoninho da Rocha Marmo; o Busto do jornalista Paolo Mazzoldi; de Iria Alves Ferreira, conhecida como "Rainha do Café" em Ribeirão Preto-SP; de Monteiro Lobato; de Tarsila do Amaral; de Ramos de Azevedo; do General Couto de Magalhães; de Washington Luís; o jazigo da Família Maluf; de Prudente Meirelles de Moraes; de Celso Garcia; do Barão de Bocaina; e do proprietário da antiga Fazenda Santa Cruz, em Lins-SP, Antonio Sabino Castilho Pereira.
Os furtos de arte tumular não são exclusividade de grandes cemitérios brasileiros, ocorrem em necrópoles de diferentes tamanhos e localidades, como, por exemplo, a estátua do mausoléu de João Câmara, que se localiza no Cemitério do Alecrim, em Natal; o túmulo de Pedro Ludovico Teixeira, localizado no Cemitério Santana, em Goiânia, que é tombado pelo município; vários túmulos do Cemitério do Araçá, em São Paulo; e "brasões, estátuas, vasos e pináculos avaliados em cerca de 20 mil euros e que haviam sido furtados do Cemitério dos Ingleses, à Estrela, Lisboa".